# Số nửa nguyên tố
Trong toán học, số nửa nguyên tố (tiếng Anh: semiprime, còn gọi là biprime, 2-almost prime, hoặc số pq) là số tự nhiên được tạo thành từ tích của hai số nguyên tố (không nhất thiết phân biệt). Một vài số nửa nguyên tố đầu tiên là 4, 6, 9, 10, 14, 15, 21, 22, 25, 26,... (dãy số A001358 trong bảng OEIS).
Tính đến năm 2008, số nửa nguyên tố lớn nhất được biết đến là (243.112.609 − 1)2, với hơn 25 triệu chữ số. Nó là bình phương của số nguyên tố lớn nhất được biết. Bình phương của bất kì số nguyên tố nào cũng đều là số nửa nguyên tố, do đó số nửa nguyên tố tiếp theo được biết đến vẫn sẽ là bình phương của số nguyên tố lớn nhất được biết, trừ khi tìm ra được một phương pháp khẳng định một số lớn là số nửa nguyên tố mà không cần biết hai nhân tử của nó.
Giá trị của Phi hàm Euler cho số nửa nguyên tố n = pq khi p và q phân biệt là:
φ(n) = (p − 1) (q − 1) = p q − (p + q) + 1 = n − (p + q) + 1.

## Ứng dụng
Số nửa nguyên tố đặc biệt hữu ích trong lĩnh vực mật mã học và lý thuyết số, đáng kể nhất là trong mật mã hóa khóa công khai, được sử dụng bởi RSA và bộ tạo số giả ngẫu nhiên như Blum Blum Shub. Phương pháp này dựa vào việc nhân hai số nguyên tố lớn thì dễ nhưng ngược lại, việc tìm nguyên mẫu hai số ban đầu thì khó.